# Gerhard Weck
Gerhard Weck (* 6. Februar 1913 in Werdau; † 30. März 1974 in Frankfurt am Main) war ein deutscher SPD-Politiker und Opfer des Nationalsozialismus und des Stalinismus.

## Leben
Gerhard Weck wurde in der sächsischen Stadt Werdau geboren. Seine Eltern waren aktive Mitglieder in der SPD. Seine Mutter arbeitete als Helferin in der Arbeiterwohlfahrt und sein Vater Kurt Weck, ein gelernter Fräser, war SPD-Stadtverordneter und Gausekretär im Reichsbanner Schwarz-Rot-Gold. Er selbst besuchte die Volksschule und anschließend die Oberrealschule in Werdau, die er Ostern 1933 mit dem Abitur abschloss.
Gleichzeitig war Gerhard Weck schon als Elfjähriger in sozialdemokratischen Kindergruppen und wurde 1927 erster Vorsitzender der neu gegründeten Ortsgruppe Werdau in der Sozialistischen Arbeiter-Jugend. 1932 wurde er Mitglied in der SPD und im Reichsbanner Schwarz-Rot-Gold, in welchem er Gruppenleiter war. Er hatte Auseinandersetzungen mit Kommunisten und Nationalsozialisten. Nach der Machtergreifung der NSDAP emigrierten seine Eltern in die Tschechoslowakei. Er blieb in Deutschland als Verbindungsmann zwischen sächsischen Sozialdemokraten und der Sopade, dem Vorstand der SPD im Exil. Als seine Mutter wieder nach Sachsen zurückkehrte, wurde sie verhaftet und beging im Polizeigefängnis von Zwickau wahrscheinlich Suizid. Sein Vater floh nach Schweden, wo er nach Ende des Zweiten Weltkriegs blieb.
Gerhard Weck wurde im Frühjahr 1933 wegen Mitgliedschaft im sozialdemokratischen Jungbanner und wegen Kontakten zum Prager SPD-Exil-Vorstand gemeinsam mit seiner Mutter verhaftet und wurde bis Ostern 1934 im KZ Sachsenburg eingesperrt. Danach war er arbeitslos. Im September 1935 wurde er erneut verhaftet und wegen „Vorbereitung zum Hochverrat“ zu achtzehn Monaten Gefängnis verurteilt. Im Anschluss wurde er in Schutzhaft genommen und kam ins KZ Buchenwald. Nach eigenen Angaben wurde er dort am 20. April 1939 entlassen und arbeitete danach als Hilfsarbeiter in einem Textilbetrieb in Werdau. In der Stellung als Wollmeister blieb er dort bis Kriegsende. Weck selbst sprach und schrieb nichts zu seinem Aufenthalt im KZ. Hermann Kreutzer behauptete nach dem Krieg, Weck wäre bis Kriegsende in Buchenwald gewesen und gegen Kriegsende in die Strafdivision 999 eingezogen worden. Von Kreuzer stammt auch die Überlieferung, dass Weck später im Zuchthaus Bautzen einem Nationalsozialisten und einem Kommunisten begegnet sei, welche die Funktion als Häftling und Bewacher getauscht hatten. Dazu habe Weck gemeint, dass Kommunisten und Nazis austauschbar wären – Sozialdemokraten aber nicht.
Im Mai 1943 wurde er mit seiner Frau Vater eines Jungen. Nachdem Werdau von der amerikanischen Armee befreit war, arbeitete Weck von Mai bis September 1945 als Verwaltungsangestellter im Ernährungsamt der Stadt Werdau. Im September 1945 wurde Werdau von der Sowjetischen Militäradministration übernommen und Weck wurde von dieser in verschiedenen Dezernaten eingesetzt. Nach den Kommunalwahlen in der SBZ 1946 wurde er von der Militäradministration zum Oberbürgermeister von Werdau ernannt. Am 1. August 1945 wurde er Mitglied in der wiedergegründeten SPD und wurde kurze Zeit später Ortsvorsitzender in Werdau. Die Parteigründung war im Raum Werdau nicht von oben gesteuert, sondern geschah auf lokaler Ebene. Es bestand im Gegenteil anfangs kein Kontakt zur Zentrale nach Berlin. Spürbarer war der Einfluss der sowjetischen Besatzungsmacht, die auf eine Vereinigung mit der KPD drängte. Nach der Zwangsvereinigung von SPD und KPD zur SED trafen sich SPD-Mitglieder eher konspirativ. Mitglieder in öffentlichen Ämtern, wie Oberbürgermeister Weck oder Landrat Karl Kautzsch, nahmen an den Treffen meist nicht teil, sondern überbrachten und erhielten Informationen durch Mittelsmänner. Als sich eine zunehmende Stalinisierung abzeichnete, fungierten diese Treffen als Austauschplattform mit dem Ostbüro der SPD. Zu dem Büro hielt Weck stetigen Kontakt, auch nachdem 1947 die meisten SPD-Mitglieder resigniert aufgehört hatten an das weitere Bestehen ihrer Partei in der SBZ zu glauben.
Als Gegner der Zwangsvereinigung wurde Weck am 21. Dezember 1948, zu der Zeit noch Oberbürgermeister von Werdau, von Angehörigen des NKWD verhaftet und im Gefängnis von Dresden eingesperrt. Der Verhaftung folgte in den nächsten zwei Monaten eine Verhaftungswelle von Personen aus seinem Umfeld. Am 13. Juni 1949 war der Prozess gegen ihn, Karl Franke, Helmut Keil, Paul Trautner und Bernhard Rost. Weck wurde aufgrund Artikel 58.6, 10 und 11 des Strafgesetzbuches der RSFSR   wegen Weitergabe von Informationen aus der SBZ an das Ostbüro sowie wegen Aufbewahrens von Zeitungen antisowjetischen Charakters und Gruppenbildung zu 25 Jahren Zwangsarbeit verurteilt.
Nach dem Urteil wurde er ein Jahr im Zuchthaus Bautzen und anschließend im Zuchthaus Görden eingesperrt. Sein Vater bemühte sich von Schweden aus sein Schicksal in Erinnerung zu halten und um seine Freilassung. Am 31. Mai 1956 wurde er im Rahmen einer Amnestie für ehemalige Sozialdemokraten entlassen. Mit seinem Sohn flüchtete er im August 1956 in den Westen. Seine Frau folgte später.
Sie wohnten in Frankfurt am Main, wo Weck 1957 zuerst Unterbezirkssekretär und später Geschäftsführer des SPD war. 1960 wurde er in die Frankfurter Stadtverordnetenversammlung gewählt,  wo er 1964 Vorsitzender seiner Fraktion wurde. Er galt als ausgleichender und zielstrebiger Pragmatiker, der sich aber Ende der 1960er Jahre entschieden gegen den sich abzeichnenden Linkskurs seiner Partei stellte. 1970 gab er alle politischen Ämter auf und wurde Geschäftsführer der städtischen Wohnheim GmbH. Im selben Jahr wurde er mit der Ehrenplakette der Stadt Frankfurt am Main ausgezeichnet. 1974 verstarb er.
In Werdau wurde die Friedrich-Engels-Straße, in der er bis 1948 lebte, nach der Wende und friedlichen Revolution in der DDR in Gerhard-Weck-Straße umbenannt.